# Restless (Status Quo)
Restless è un brano inciso dalla rock band Status Quo, pubblicato come singolo nel novembre del 1994.

## La canzone
Originariamente scritto e inciso da Jennifer Warnes nel 1979 col titolo originale di "I'm Restless", questo brano soft viene riproposto dagli Status Quo come ultimo singolo estratto dall'album Thirsty Work.
La traccia si piazza al n. 39 nelle charts britanniche e viene pubblicata oltre che nella versione contenuta in Thirsty Work, anche in una variante orchestrale ad oggi rinvenibile esclusivamente nel cofanetto raccolta Pictures: 40 Years of Hits, pubblicato nel 2008.

## Tracce
1. Restless (LP Version) - 4:08 - (J. Warnes)
2. And I Do - 3:53 - (Rossi/Frost/Macannany)
3. Democracy - 4:21 - (L. Cohen)

## Formazione
- Francis Rossi (chitarra solista, voce)
- Rick Parfitt (chitarra ritmica, voce)
- Andy Bown (tastiere, chitarra, armonica a bocca, cori)
- John 'Rhino' Edwards (basso, voce)
- Jeff Rich (percussioni)